# Ivan I., kralj Kastilje
Ivan I. Kastiljski (24. travnja 1358. – 9. listopada 1390.) bio je kralj Kastilje i Leona, sin Henrika II. i Ivane Manuel.
Iz prvog braka, s Leonorom Aragonskom, rođen je najveći dio njegovog potomstva. Među njihovim sinovima su Henrik III. Kastiljski te Ferdinand I. Aragonski.
Upadao je u razmirice s Portugalom. Prva od njih započela je njegovim drugim brakom, s Beatricijom, portugalskom prijestolonasljednicom. Kada je umro ženin otac, Ivan je stao na stranu svoje supruge, koja je tvrdila da je ona njegov jedini zakoniti nasljednik, te tako i kraljica Portugala. Između 1383. i 1385. Portugalom je vladala anarhija i nemir. Narod Portugala nije želio da njihovim kraljevstvom vlada žena udata za stranog kralja. Bez njihove podrške, Beatricijine nade za vladanjem pale su vodu. Ivan je konačno poražen od strane Ivana I. Portugalskog 14. kolovoza 1385.
Ivan I. nije bio u dobrim odnosima ni s Johnom od Gaunta. John je u ime svoje supruge, najstarije kćeri Petra I., tražio krunu Kastilje. Ivan se konačno riješio problema s Johnom tako što je pristao svog najstarijeg sina i prijestolonasljednika 1387. godine oženiti Johnovom kćerkom Katarinom.
Ivan I. je poginuo 9. listopada 1390. pri padu s konja.

## Prvi brak
Ivanova je prva supruga bila Leonora Aragonska, koja je Ivanu rodila troje djece. Jedan je sin bio Ferdinand, koji je postao aragonskim kraljem.

## Drugi brak
Druga supruga kralja Ivana bila je Beatrica Portugalska.